# Caberinta
Caberinta ist eine Rotweinsorte. Sie stammt aus Argentinien und wurde von Angel Gargiulo gezüchtet. Caberinta ging aus einer Kreuzung der Rebsorten Ruby x Ruby Cabernet hervor. Verantwortlich für den Erfolg ist das INTA (National Institute of Agricultural Technology) – Buenos Aires. Der Name ist daher eine Verballhornung der Wörter Cabernet und INTA. Die Caberinta wird aber auch in Italien in geringem Maße kultiviert. Sie weist hohe Erträge und eine gute Säure aus.
Siehe auch die Artikel Weinbau in Italien und Weinbau in Argentinien sowie die Liste von Rebsorten.
- Synonyme: Zuchtstammnummer C.G. 14892 oder Gargiulo 14892
- Abstammung: Hebén × Ruby Cabernet